# Кейлеб Антілл
Кейлеб Антілл (англ. Caleb Antill; нар. 8 серпня 1995) — австралійський веслувальник, бронзовий призер 2020 року.

## Виступи на Олімпіадах
| Олімпіада  | Дисципліна     | Місце |
| ---------- | -------------- | ----- |
| Токіо 2020 | парні четвірки | 3     |

## Зовнішні посилання
- Кейлеб Антілл [Архівовано 17 квітня 2021 у Wayback Machine.] на сайті FISA.

1. 1 2  Caleb Antill